# سیارک ۱۱۳۳
سیارک ۱۱۳۳ (به انگلیسی: 1133 Lugduna، نامگذاری:1929RC1) هزار و صد و سی و سومین سیارک کشف شده‌است که در ۱۳ سپتامبر ۱۹۲۹ کشف شد.
قدر مطلق سیارک برابر ۱۲٫۲۲ است.